# Reator UASB

Imagem esquemática do Reator UASB

O reator UASB (Upflow Anaerobic Sludge Blanket) é um reator anaeróbio de fluxo ascendente de alta eficiência para o tratamento de efluentes. Esse processo tem como objetivo a conversão da matéria orgânica, ao mesmo tempo que promove a separação dos gases, sólidos e líquidos. Normalmente, o reator UASB é utilizado como primeiro estágio na estabilização da matéria orgânica, usualmente demandando uma etapa de pós-tratamento. É utilizado tanto em Estação de Tratamento de Esgoto Sanitário quanto em Estação de Tratamento de Efluentes Industriais.
Os reatores têm como principais parâmetros o controle do tempo de detenção hidráulica e de sólidos; as cargas volumétricas orgânicas e hidráulicas; e a velocidade ascensional.
Os microorganismos anaeróbicos são utilizado para a degradação da matéria orgânica existente no efluente a ser tratado. O processo utiliza-se uma unidade onde em seu interior se processam os fenômenos de decantação das águas e sedimentação de sólidos suspensos seguido pela digestão anaeróbica do substrato orgânico.

## Processo
O efluente a ser tratado é introduzido em um fluxo ascendente pelo reator, sendo descartado pelo topo do decantador. Inicialmente, o efluente percorre uma camada de sólidos densa, com partículas granuladas ou floculentas de elevada capacidade de sedimentação, as quais formam um leito de lodo. Posteriormente, o efluente passa pela manta de lodo, uma região na qual o lodo é mais disperso e menos denso. A degradação da matéria orgânica ocorre por processos anaeróbios, com produção de gás nas duas regiões de lodo. A mistura do sistema é realizada pelo fluxo ascensional, juntamente com as bolhas de gás geradas pela decomposição.
O biogás e o líquido seguem em direção ao separador de fases, localizado acima da zona de digestão, que garante condições adequadas para a sedimentação das partículas sólidas carregadas pelo biogás, que se desgarraram da manta de lodo, permitindo que estas partículas retornem à câmara de digestão, ao invés de serem arrastadas para fora do sistema. 
O esgoto deixa o reator através de um decantador interno localizado na parte superior do reator. Embora parte das partículas mais leves sejam perdidas juntamente com o efluente, o tempo médio de residência de sólidos no reator é mantido suficientemente elevado para garantir o crescimento de uma massa densa de microrganismos formadores de metano, apesar do reduzido tempo de detenção hidráulica.
Um dos princípios fundamentais do processo é a sua habilidade em desenvolver uma biomassa altamente ativa no reator. Essa biomassa pode apresentar-se em flocos ou em grânulos (1 a 5 mm de tamanho). O cultivo de um lodo anaeróbio de boa qualidade é adquirido através de um processo cuidadoso de partida, durante o qual a seleção da biomassa é imposta, permitindo que o lodo mais leve, de má qualidade, seja arrastado para fora do sistema, ao mesmo tempo em que o lodo de boa qualidade é retido.

## Produção do lodo[4]
Nos reatores, a acumulação de sólidos biológicos se dá após alguns meses de operação do sistema. A taxa de acumulação de sólidos depende do tipo de efluente, sendo mais expressiva quando o efluente contém elevada concentração de sólidos suspensos, principalmente sólidos não biodegradáveis.
Deve ocorrer um descarte periodicamente do lodo excedente, para que não ocorra o acúmulo no interior do reator, provocando a perda excessiva de sólidos para o compartimento de decantação e, posteriormente, com o efluente líquido. Esse fato provocará uma deterioração da qualidade do efluente do reator UASB, devido à presença de matéria orgânica particulada.
O lodo de reatores UASB tem como característica elevado grau de estabilização, pelo fato do elevado tempo de residência celular no sistema de tratamento, o que proporciona o seu encaminhamento à unidades de secagem, sem qualquer etapa prévia de tratamento. Outro fator importante a ser destacado é que o lodo seco pode ser usado como fertilizante na agricultura, desde que sejam tomados os devidos cuidados com relação à presença de patógenos nocivos à saúde. 

## Vantagens[4]
O processo anaeróbio através de reatores UASB oferece várias vantagens em relação aos processos convencionais, quando aplicados em locais de clima tropical.
Um dos fatores que evidenciam a vantagem dos reatores UASB é o sistema ser bastante compacto, necessitando de uma baixa demanda de terra. Com isso, os custos, tanto de implantação quanto de operação, serão baixos quando comparados com outros sistemas convencionais. Outro fator importante é o baixo consumo de energia e a baixa produção de lodo.

## Desvantagens[4]
Apesar da grande simplicidade deste sistema, diminuindo o custo substancialmente, algumas desvantagens são atribuídas a ele.  Dentre elas, há a emanação de maus odores, devido à baixa capacidade do sistema em tolerar cargas tóxicas; e o mais significativo,  que é a necessidade de uma etapa de pós-tratamento.  

## Reatores UASB operados pelas companhias de saneamento no Brasil
Diversas companhias de saneamento utilizam a tecnologia de reatores UASB como forma de tratamento de esgoto gerado. Dentre elas, podemos citar:
- SANEPAR no Paraná;
- EMBASA na Bahia;
- COPASA em Minas Gerais;
- SANESUL no Mato Grosso do Sul;
- CESAN no Espírito Santo;
- CAESB no Distrito Federal;
- A municipal SANASA, em Campinas - SP, também utiliza reatores UASB como forma de tratamento de seus esgotos.

A SANASA possui diferentes sistemas de tratamento, com reatores UASB + pós-tratamento, como UASB + Filtro Aerado Submerso (UASB+FAS), UASB + Lodos Ativados, UASB + Reator biológico com Leito Móvel, UASB + Tratamento Físico-Químico e UASB + Filtro biológico Percolador (UASB + FBP), de diversos portes, variando de 5 a 1200L/s, além de apresentar as vantagens de cada sistema e um comparativo entre os sistemas de UASB + Pós-Tratamento e Lodos Ativados.